# 後藤祐里
後藤 祐里（ごとう ゆり、旧芸名：三上 ユリエ、1975年12月20日 - ）は、日本の女優。岡山県出身。円谷プロダクション、A-PROに所属していた。

## 出演

### テレビ
- 水曜ミステリー9 農家の嫁は弁護士!神谷純子のふるさと事件簿（2005年）
- 恍惚の人（2006年）
- 月曜ゴールデン
  - 女金融道シリーズ3（2006年）
  - 財務捜査官 雨宮瑠璃子3（2007年） - 中沢美香
- 土曜ワイド劇場 デパート仕掛け人!天王寺珠美の殺人推理（2007年）
- 金曜プレステージ 白衣の天使は見た!! 〜外科病棟殺人カルテ〜（2008年）

### 舞台
- 天才バカボンのパパなのだ!!（2006年）